# Copa de la Liga de Singapur
La Copa de la Liga de Singapur es el tercer torneo en importancia a nivel de clubes de fútbol en Singapur. Se disputa desde el año 2007 y está abierta a los doce clubes que disputan la S.League. El patrocinador principal es StarHub.
La final de la Copa de la Liga 2011 vio al Albirex Niigata Singapur derrotar al Hougang United 5-4 en los penales para convertirse en el tercer club extranjero consecutivamente en conquistar el trofeo después del Brunei DPMM y el Etoile FC.
El 2014 el torneo fue patrocinado por StarHub, y oficialmente titulada The StarHub Copa de la Liga. La 2015 edición fue patrocinada por The New Paper y conocido como The New Paper Copa de la Liga.
Para la temporada 2017 será el último torneo de Copa de la Liga para aliviar la congestión de accesorios.

## Historial
| Temporada | Campeón                  | Resultado        | Finalista              | Sede de la final    |
| --------- | ------------------------ | ---------------- | ---------------------- | ------------------- |
| 2007      | Woodlands Wellington     | 4 - 0            | Sengkang Punggol       | Estadio Jalan Besar |
| 2008      | Gombak United            | 2 - 1            | Super Reds             | Estadio Jalan Besar |
| 2009      | Brunei DPMM              | 1 - 1 (4-3 pen.) | Singapore Armed Forces | Estadio Jalan Besar |
| 2010      | Étoile FC                | 3 - 1            | Woodlands Wellington   | Estadio Jalan Besar |
| 2011      | Albirex Niigata Singapur | 0 - 0 (5-4 pen.) | Hougang United         | Estadio Jalan Besar |
| 2012      | Brunei DPMM              | 2 - 0            | Geylang United         | Estadio Jalan Besar |
| 2013      | Balestier Khalsa         | 4 - 0            | Brunei DPMM            | Estadio Jalan Besar |
| 2014      | Brunei DPMM              | 2 - 0            | Tanjong Pagar United   | Estadio Jalan Besar |
| 2015      | Albirex Niigata Singapur | 2 - 1            | Balestier Khalsa       | Estadio Jalan Besar |
| 2016      | Albirex Niigata Singapur | 2 - 0            | Brunei DPMM            | Estadio Jalan Besar |
| 2017      | Albirex Niigata Singapur | 1 - 0            | Warriors               | Estadio Jalan Besar |

## Títulos por club
| Club                     | Campeón | Años campeón           | Subcampeón | Años subcampeón |
| ------------------------ | ------- | ---------------------- | ---------- | --------------- |
| Albirex Niigata Singapur | 4       | 2011, 2015, 2016, 2017 | -          |                 |
| Brunei DPMM              | 3       | 2009, 2012, 2014       | 2          | 2013, 2016      |
| Balestier Khalsa         | 1       | 2013                   | 1          | 2015            |
| Woodlands Wellington     | 1       | 2007                   | 1          | 2010            |
| Gombak United            | 1       | 2008                   | -          | ---             |
| Étoile FC                | 1       | 2010                   | -          | ---             |
| Warriors                 | -       | ---                    | 2          | 2009, 2017      |
| Geylang United           | -       | ---                    | 1          | 2012            |
| Tanjong Pagar United     | -       | ---                    | 1          | 2014            |
| Sengkang Punggol         | -       | ---                    | 1          | 2007            |
| Super Reds               | -       | ---                    | 1          | 2008            |
| Hougang United           | -       | ---                    | 1          | 2011            |